# Galleria Umberto I
Galleria Umberto I javna je trgovačka galerija u Napulju, južna Italija. Nalazi se točno preko puta operne kuće San Carlo. Izgrađena je između 1887. i 1890. i bila je važan element u desetljećima dugoj obnovi Napulja—nazvanoj risanamento (doslovno "ozdravljenje")—koja je trajala do Prvog svjetskog rata. Projektirao ju je Emanuele Rocco u  u Stile Umbertino stilu, koristeći moderne arhitektonske elemente koji podsjećaju na Galleria Vittorio Emanuele II u Milanu. Galleria je dobila ime po Umbertu I., kralju Italije u vrijeme izgradnje. Trebao je spojiti tvrtke, trgovine, kafiće i društveni život - javni prostor - s privatnim prostorom u stanovima na trećem katu.
Galleria je visoka i prostrana građevina u obliku križa, nadvišena staklenom kupolom koju podupire 16 metalnih rebara. Od četiri željezna i staklena nadsvođena krila, jedno izlazi na Via Toledo (via Roma), još uvijek glavnu središnju gradsku prometnicu, a drugo se otvara na Kazalište San Carlo. Nakon godina propadanja, vratila se u aktivno središte napuljskog građanskog života. Zgrada je dio UNESCO- vog popisa povijesnog središta Napulja kao mjesta svjetske baštine.
Galleria Umberto mjesto je radnje Galerije (1947.) američkog pisca Johna Hornea Burnsa (1916. – 1953.) koja se temelji na njegovim iskustvima američkog vojnika u Napulju nedugo nakon oslobođenja grada od Nacista.

## Galerija
- Galleria Umberto I oko 1900.
- Glavni ulaz, nasuprot operne kuće San Carlo
- Detalji krila
- Detalj poda
- Pogled odozgor
- Interijer

## Vansjke poveznice
|  | Zajednički poslužitelj ima još gradiva o temi Galleria Umberto I |